# Pulau Batudaka
Pulau Batudaka är en ö i Indonesien.   Den ligger i provinsen Sulawesi Tengah, i den norra delen av landet, 1 800 km öster om huvudstaden Jakarta. Arean är 251 kvadratkilometer.
Terrängen på Pulau Batudaka är lite kuperad. Öns högsta punkt är 351 meter över havet. Den sträcker sig 18,6 kilometer i nord-sydlig riktning, och 30,5 kilometer i öst-västlig riktning.